# GS-39783
GS-39783は、科学研究に使用される化合物で、GABAB受容体において陽性アロステリック調節因子として作用する。動物実験では抗不安作用を示し、アルコール、コカイン、、ニコチンの自己投与を減少させることが示されている。